# Дом с лилиями
«Дом с ли́лиями» — российско-украинский мелодраматический телесериал режиссёров Владимира Краснопольского и Валерия Ускова. Премьерный показ состоялся на Украине на телеканале «Интер» 31 марта 2014 года. В России премьера состоялась на «Первом канале» 6 октября 2014 года. Авторы картины описывают свой телесериал как «семейную сагу».

## Сюжет
1946 год. С войны возвращается Михаил Иванович Говоров и привозит в свою семью незаконнорождённую двухлетнюю дочь Лилю, мать которой, фронтовую медсестру Тасю, он считает погибшей. Говоров настаивает, чтобы его жена Маргарита воспитывала девочку как родную, однако она не принимает Лилю. Фронтовой товарищ Говорова Дементий Шульгин помогает ему устроиться на работу и находит для его семьи дом «с лилиями», на который, по преданию, наложено проклятие: одна из прежних его обитательниц повесилась на чердаке из-за несчастной любви, где её труп вскоре же и замуровали, а перед самоубийством прокляла всех женщин, обитающих в доме, не знать счастья, пока дому не исполнится сто лет. По поверью, с тех пор на клумбе у дома потрясающе живуче растут лилии, а призрак их хозяйки спускается к ним ночью при лунном свете. В первые месяцы жизни Лиля пережила шок, поэтому не говорила вплоть до двух лет, а заговорила лишь когда испугалась взрывов от разминирования поля, и первым её словом стало «страшно». В дальнейшем у Лилии сохранилась астматическая гипервентиляция, и она при каждом волнении начинала задыхаться.
Проходят годы. Выясняется, что мать Лили, Тася, жива, и Говоров, недолго думая, берёт её в дом в качестве детской няни. Между ней и Маргаритой вскоре складываются весьма сложные отношения, основанные на ревности к мужу. Лиля растёт рядом со своей настоящей матерью, не зная об этом. Говоров идёт на повышение по должности, связанной с партийной деятельностью, и вскоре занимает место самого Шульгина, которого внезапно репрессируют.
После смерти Сталина Шульгина освобождают. Он с первого взгляда влюбляется в Тасю и решается сделать ей предложение, но Тася соглашается лишь при одном условии: когда Лиле исполнится 16 лет, она раскроет ей тайну, и после покинет дом вместе с Шульгиным, выйдя за него замуж. Но накануне своего шестнадцатилетия Лиля застаёт родителей в объятиях друг друга и требует от Таси покинуть дом. Перед уходом Тася оставляет дочери записку с изложением правды. По иронии судьбы, записку находит Маргарита, но рвёт в клочки, так и не передав её Лиле. Тем временем Говоров ищет управу на своего сына Котю (Константина), которому надоедают наставления отца, и тот уходит служить в лётчики. Лиля же ревнует Сергея Морозова, своего друга детства и племянника домработницы Варвары, к любимой девушке, с которой он вместе возвращается с целины. Для самого Сергея Лиля не более чем ребёнок (превращение которого в красивую девушку выбивает Сергея из колеи), и из-за разницы в возрасте между ними быть ничего не может. Тем более, что вскоре выясняется, что Сергей в начале 1950-х занимался доносами на товарищей и участвовал в арестах, проводимых МГБ, и Лилия в итоге отвергает его.
Спустя три года Лиля в институте знакомится с периферийщиком по имени Родион, который влюбляется в неё и начинает ухаживать за девушкой. Дело близится к свадьбе, но Михаил настроен категорически против такого брака. Сорванную свадьбу удаётся восстановить лишь Тасе, приехавшей к Говорову с целью его переубедить. На свадьбе Лиля наконец узнаёт правду о своём рождении и принимает Тасю как мать. В это же время Рита со злостью отвергает свою неродную дочь, обозвав её «дочерью кухарки». Шульгин недоволен своей женой, которая всё ещё не питает к нему тёплых чувств, но ситуация меняется, когда он попадает в больницу из-за несчастного случая. Родион узнаёт, что Лиля беременна, и он безумно счастлив. Спустя несколько месяцев к нему приезжает земляк из деревни и напоминает Роде про его первоначальный брак с односельчанкой, от которого у них уже есть дочь, Катя. Узнав, что Родя обманул Лилю и женился вторично посредством подделки паспорта, Говоров впадает в ярость и заставляет того публично развестись со своей первой женой. Лиля узнаёт об этом случайно. Она родила дочь Киру, а потому собирается развестись с Родионом и уехать к Коте. Тем не менее её возвращают домой. Лиля пытается покончить с собой и попадает в психбольницу. Родион с новой няней берутся воспитывать её дочку Киру. Но даже придя в себя, Лилия не прощает Родиона за обман, и они живут в разных комнатах на протяжении десяти лет.
В середине 1970-х Родион занимает высокую партийную должность, на которую его протащил за собой Говоров (сам же Михаил Иванович теперь — первый секретарь обкома КПСС). Лиля работает заведующим литературно-драматургической частью (завлитом) в театре, и десятилетняя Кира — единственное, что держит их вместе. Но в жизни Лили скоро появляется новая любовь: актёр с мировым именем Герман Арефьев, роман с которым оказывается совершенно случайным. Приехавшая погостить в Дом с лилиями старшая дочь Роди Катерина вскоре узнаёт об их тайной связи и из ревности сообщает об этом отцу. Родион находится на грани криза, ведь он все эти годы успешно, как ему казалось, пытался наладить семейные отношения с Лилей. По его инициативе Арефьева бросают в тюрьму по обвинению в мужеложстве. Родион даёт Арефьеву выбор: пять лет тюрьмы или вон из СССР. Несмотря на то, что актёр выбирает первое, его насильно увозят в аэропорт и сажают на рейс до Лондона, переломав по дороге пальцы рук. Лиля тем временем узнаёт, что снова беременна, но на сей раз уже от Арефьева. Родя решает сохранить будущего ребёнка, отговаривает Лилю от аборта и принимает дитя как своё. В итоге у них рождается дочь Арина, имя которой Лиля даёт в память о любимом женском имени Арефьева. В это время Константин разбивается при полёте над Ближним Востоком, и Говорова навещает плачущая Маргарита, которая первой узнала об этом. Она обвиняет отца в давлении на «неправильного» сына и желает ему самому смерти.
Пять лет спустя театру Лилии приходит приглашение на гастроли по Великобритании. Узнав об этом, Герман, который теперь работает на радиостанции Би-би-си в Лондоне, пишет Лиле письмо с целью встретиться. Письмо это передаёт Лиле не кто иной, как Сергей Морозов, её первая любовь, ныне советский журналист, пишущий статьи о русских эмигрантах, который накануне брал интервью у Германа. Не зная ничего про Арефьева, Родион помогает театру выехать в Великобританию, но сам поехать туда отказывается. Лиля с Аришей встречаются с Германом, и вскоре Лиля решает, что останется в Лондоне навсегда. Узнав это, Родион подаёт на развод и впадает в запой, а Говоров, который в результате эмиграции дочери едва не лишился назначения в Политбюро, обвиняет свою дочь в предательстве и в том, что она бросила шестнадцатилетнюю Киру. Вскоре дом пустеет, Родю за алкоголизм снимают с должности, и он возвращается в деревню. К оставшейся одной Кире приезжает Катя, чтобы поступить в институт, и закатывает вечеринку под Новый год. На вечеринке Кира знакомится с капитаном КГБ Егором, а также с англичанином Эндрю Джеймсом, который является британским шпионом. Егор, пользуясь любовью к себе Киры, просит её помочь заманить Эндрю в ловушку, но даже не подозревает, что тот окажется насильником, чьей жертвой становится сама Кира. Кира же узнаёт, что беременна от Эндрю, но Катерина убеждает её избавиться от ребёнка в «левой» клинике. В результате Кира становится бесплодной. Егор не может простить себе этого и решает уйти из органов, просясь послать его «туда, где не выживают» — в Афганистан. Страдая от совершённого ею греха, Кира, проводив Катю в Москву в аспирантуру, уходит в женский монастырь.
Через два года Лиля понимает, что совершила крупную ошибку: Герман больше не любит её и превратился в наркомана. Лиля решает уйти от Арефьева и находит отдельное жильё. Там её находит Сергей, который время от времени навещает свою давнюю любовь. Михаил Иванович, оставшись в одиночестве, приглашает Родиона назад в Дом с лилиями. В это время Сергей по одному из фоторепортажей своего коллеги находит Котю, который, как оказалось, выжил после крушения, но временно потерял память и попал в рабство, а затем долгое время жил в США под другим именем, и помогает ему встретиться с сестрой. Встретившись в Лондоне с Лилей, Константин узнаёт, что его мать Маргарита умерла за два года до этой встречи, не перенеся дурную весть. После смерти Шульгина Говоров по просьбе Таси добивается для дочери разрешения вернуться в СССР, о чём та радостно сообщает Морозову. Впрочем, вскоре после этого Лиля узнаёт, что Герман болен СПИДом, и откладывает столь долгожданное возвращение на родину. Свои последние дни Арефьев проводит рядом с Лилей и Ариной, которым и завещает нажитые за свою карьеру деньги. Тася, по просьбе Родиона, переживающего за бывшего тестя, возвращается жить в Дом с лилиями к Михаилу, теперь вышедшему на пенсию. Вместе они переживают перестройку Советского Союза. Говорову, хоть и не без труда, приходится простить и принять свою дочь обратно, когда Лиля возвращается в СССР. В день распада Советского Союза (25 декабря 1991 года) Константин возвращается в дом с лилиями. Семья Говоровых теперь снова вместе, и Родя надеется на примирение с Лилей, но, поняв, что теперь у неё сложились отношения с Сергеем, прекращает попытки вернуть её любовь. Позже он рассказывает уже повзрослевшей Арине об её настоящем отце, а также о том, что Герман на самом деле завещал всё своё состояние ей, а не Лиле. По чистой случайности, после того, как Лиля попала в аварию, подстроенную бандитами по наводке Кати, Кира, навещающая свою мать в больнице и впервые вышедшая из монастыря, находит Егора. Он весь в шрамах и парализован ниже пояса. Кира принимается ухаживать за ним, поднимает его на ноги и заботится о нём. Но в их отношения вскоре вмешивается мать Егора, которая считает, что Кира виновата в инвалидности её сына, и берётся всячески ей пакостить. Выйдя из больницы, Лиля соглашается выйти замуж за Сергея, но тот, придя с невестой в Дом с лилиями, вынуждает Говорова признаться дочери в обмане и подтвердить, что на самом деле Сергей не сотрудничал с МГБ. После этого признания Говорову становится плохо, и Сергей, которого Лиля в этом упрекает, принимает решение отменить свадьбу. Впрочем, через некоторое время, благодаря хитроумному плану Константина, Сергей и Лиля всё-таки женятся в Ялте. Егору тем временем удаётся прервать происки своей матери, но и приходится отказаться от неё, и он тоже переезжает жить в Дом с лилиями, соединяясь с Кирой, тогда как Константин, узнав, что Катерина, к которой он чувствует взаимную симпатию, причастна к аварии, в которой едва не погибла Лиля, не без душевных терзаний оставляет Катю и возвращается в США.
Картина заканчивается 1995 годом, когда все благополучно празднуют столетие дома. Лиля и Сергей счастливы. Кира с Егором готовятся стать родителями путём ЭКО, Котя, не вынеся разлуки с Катериной, решается на ней жениться, а Михаил наконец-то предлагает руку и сердце Тасе.

## В ролях
| Актёр                 | Роль                                            |
| --------------------- | ----------------------------------------------- |
| Сергей Маховиков      | Михаил Иванович Говоров                         |
| Дарья Мороз           | Таисия мать Лили                                |
| Олеся Судзиловская    | Маргарита Васильевна жена Говорова              |
| Николай Добрынин      | Дементий Харитонович Шульгин друг Говорова      |
| Анна Горшкова         | Лилия дочь Говорова                             |
| Денис Матросов        | Родион Камышев муж Лилии                        |
| Александра Маховикова | Лиля в подростковом возрасте                    |
| Елена Радевич         | Лиля в 16—18 лет                                |
| Михаил Пшеничный      | Константин (Котя) сын Говоровых                 |
| Алексей Фатеев        | Сергей Морозов                                  |
| Евгений Князев        | Герман Арефьев актёр                            |
| Дарья Баранова        | Кира дочь Лили и Родиона                        |
| Валентина Лукащук     | Катя дочь Родиона                               |
| Нина Касторф          | Варвара няня Лили                               |
| Михаил Жигалов        | Егорыч шофёр Говорова                           |
| Виктор Раков          | Мирон Полищук сотрудник МГБ                     |
| Борис Химичёв         | Иван Илларионович Ростопчин лондонский издатель |
| Динара Янковская      | Динара возлюбленная Сергея                      |
| Кирилл Запорожский    | Егор Ковалёв капитан госбезопасности            |
| Дария Боцманова       | Кира в детстве                                  |
| Сергей Баталов        | Гаврила Петрович родственник Родиона            |

## История создания
Основные съёмки проходили в Киеве летом и осенью 2013 года. Некоторые сцены были отсняты в Лондоне.
Режиссёр Владимир Краснопольский о сериале: «Действие фильма охватывает почти 60 лет. События разворачиваются в тяжёлое послевоенное время. По сюжету получился не треугольник любовный, а настоящий квадрат. Главный герой возвращается с войны к жене и детям, а в это время находится его внебрачный ребёнок от фронтовой подруги, да и сама женщина появляется в их доме в качестве домохозяйки. Атмосфера накалена до предела. Актёрам есть, где развернуться».

## Награды
Победитель в трёх номинациях на XIII Всероссийском кинофестивале «Виват кино России!»: «Лучший сериал», «Лучший актёр» (Сергей Маховиков), «Лучшая актриса» (Дарья Мороз).